# 索纳克
索纳克（法語：Sonnac，法語發音：[sɔnak]）是法国阿韦龙省的一个市镇，属于鲁埃格自由城区。

## 地理
索纳克（44°32'54"N, 2°6'31"E）面积11.98 平方千米，位于法国奧克西塔尼大區阿韦龙省，该省份为法国南部内陆省份，位于法國中央高原南部，北起顺时针与康塔爾省、洛泽尔省、加尔省、埃罗省、塔恩省、塔恩-加龙省和洛特省接壤。
与索纳克接壤的市镇（或旧市镇、城区）包括：阿斯普里耶尔、卡普德纳克加尔、诺萨克、佩吕斯勒罗克。

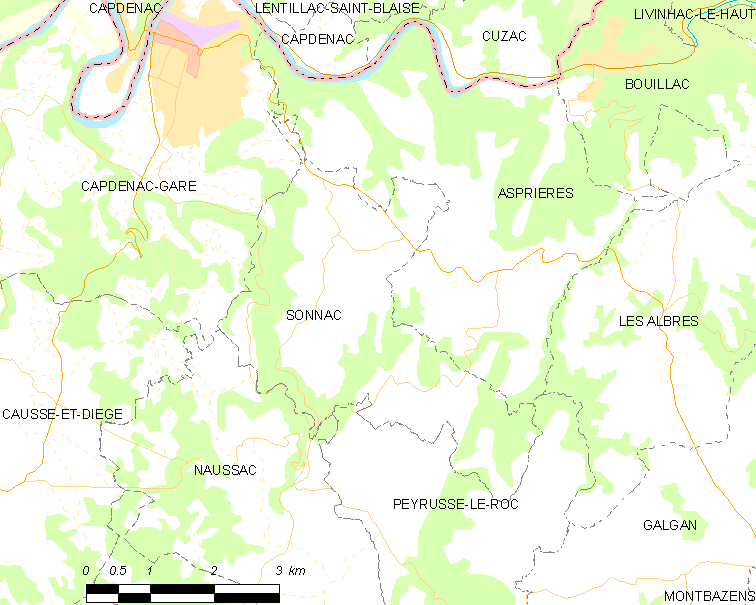
索纳克的OSM定位图

索纳克的时区为UTC+01:00、UTC+02:00（夏令时）。

## 行政
索纳克的邮政编码为12700，INSEE市镇编码为12272。

## 政治
索纳克所属的省级选区为洛特-蒙巴济努瓦县。

## 人口

1962-2008年间索纳克人口变化图示

索纳克于2022年1月1日时的人口数量为517人。